# تات‌های قفقاز
تات‌های قفقاز یا تات‌های شمالی (دیگر نام‌ها: لاهیجانی، داغلی، پارسیان قفقاز) یکی از قوم‌های ایرانی‌تبار و شاخه‌ای از فارسی‌زبانان بومی قفقاز هستند که در جمهوری آذربایجان، فدراسیون روسیه (بیشتر در داغستان جنوبی) و ارمنستان سکونت دارند. این قوم بسته به منطقهٔ زندگی، خود را «تاتی»، «پارسی»، «داغلی» و «لاهیجان (لُهیجُن)» می‌نامند. به جز بخش کوچکی سنی مذهب، بیشتر تات‌ها شیعه هستند. همچنین اقلیت یهودی قفقاز هنوز زبان تاتی جوهوری را میان خود نگاه داشته‌اند. تات‌های ارمنستان مسیحی هستند و «تات‌های ارمنی» نامیده می‌شوند. زبان این تیره ایرانی «تاتی» است که همراه با پارسی‌دَری و پارسی فَرارودی (تاجیکی) پاره‌ای از زبان‌های ایرانی جنوب‌غربی و گویشی از فارسی بشمار می‌رود. و زبانی که در ایران، تاتی نامیده می‌شود نیست. تاتی ایران (که در استان‌های قزوین، زنجان، اردبیل، سمنان، آذربایجان شرقی، خراسان شمالی و غیره گویشور دارد) از شاخهٔ زبان‌های ایرانی شمال غربی و نزدیک به تالشی، گیلکی و کردی است. نزدیک‌ترین زبان به زبان تاتی ایران، زبان تالشی است، در حالی که زبان گروه قومی مورد بررسی، گویشی از فارسی است. استفاده از زبان‌های ترکی آذری و روسی نیز در میان تات‌های قفقاز گسترده است.

## تاریخ

### پیش از حملهٔ عرب‌ها

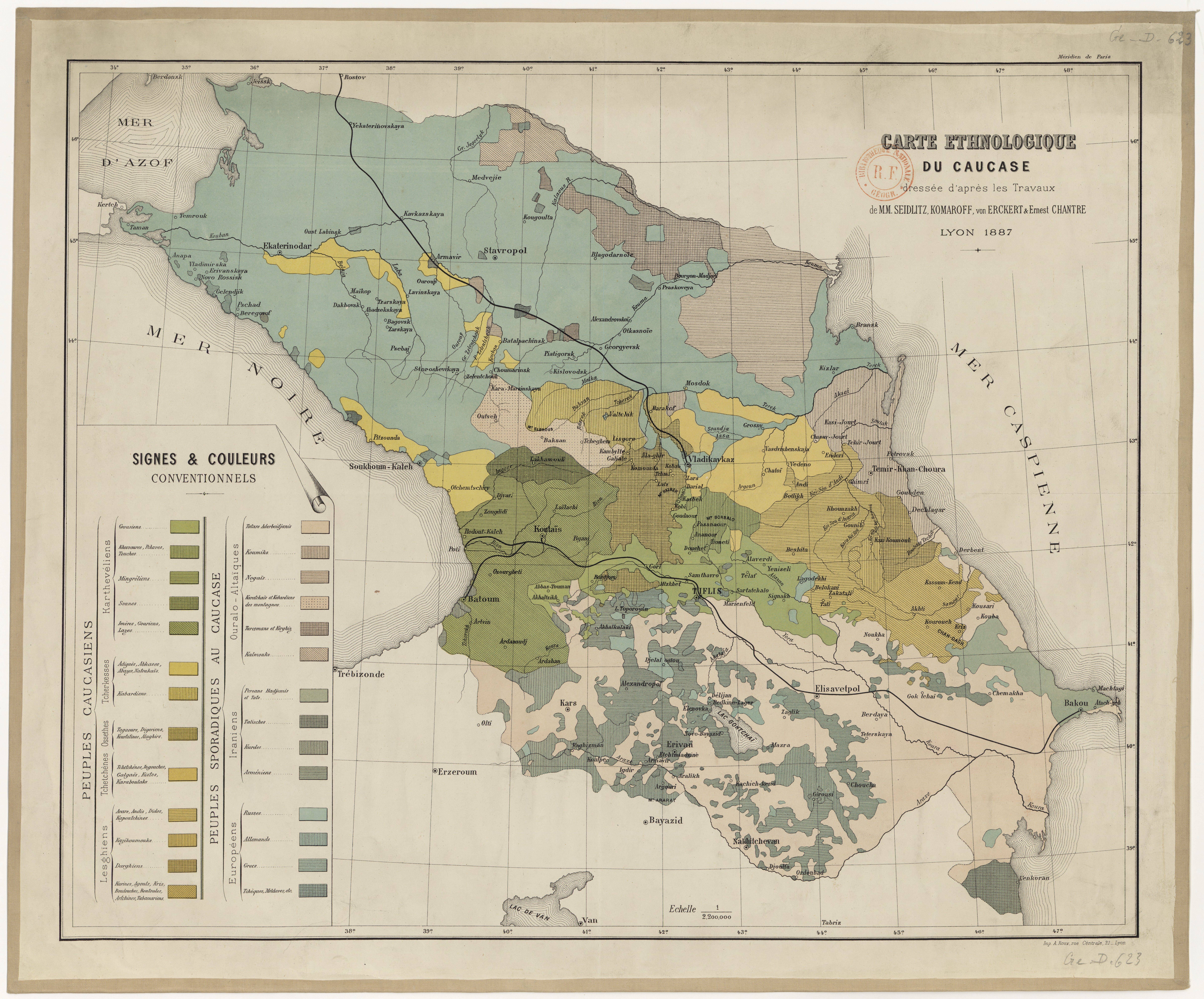
نقشهٔ اقوام قفقاز متعلق به سال ۱۸۷۷ میلادی، در این نقشه از مردم منطقهٔ محدود به باکو، شماخی و قبه با عنوان Persans (ایرانیان) Hadjemis (عجم‌ها) و Tats (تات‌ها) یاد شده است.

نخستین اشاره در منابع موجود از حضور پارسیان در قفقاز جنوبی، به گسترش نظامی هخامنشیان (۵۵۸–۳۳۰ پیش از میلاد) بازمی‌گردد که این منطقه را به عنوان ساتراپ‌های ۱۰، ۱۱، ۱۸ و ۱۹ به شاهنشاهی خود افزودند کشف ویرانه‌های معماری هخامنشی، قطعات جواهرات و سفالینه‌ها در بررسی‌های باستان‌شناسی در آران (جمهوری آذربایجان)، ارمنستان و گرجستان این موضوع را تأیید کرده است. به هر روی، تا زمان هخامنشیان اطلاعاتی از حضور پیوسته و فراوان پارسیان باستان در قفقاز جنوبی وجود ندارد. گمان مؤکد بر این است که نیاکان تات‌های کنونی در زمان ساسانیان (۳–۷ پس از میلاد) در این منطقه ساکن شده باشند. ساسانیان برای استواری موقعیت خود در قفقاز جنوبی شهرها و پادگان‌هایی ساختند. انوشیروان خسرو اول، پادشاه ساسانی (۵۳۱–۵۷۹) عنوان نمایندگی خود را در شروان (منطقهٔ شرقی قفقاز جنوبی) به یکی از خویشان نزدیکش داد. این فرد، نیای نخستین دودمان شروانشاهان (حدوداً ۵۱۰–۱۵۳۸) بود.

### پس از حملهٔ عرب‌ها
پس از پیروزی‌های اعراب در منطقه (۷–۸ پس از میلاد)، مسلمان شدن مردم قفقاز جنوبی آغاز شد. حملهٔ عرب‌ها با حمله‌های ترک‌ها و مغول‌های پسین در آسیای میانه دنبال گردید.
تات‌های قفقاز جزء آذربایجانی‌های فارسی‌زبانند که زبان آن‌ها در اثر حملهٔ ترکان پسین هنوز تغییر نکرده است. گرچه با روند تسلط زبان ترکی آذری در جمهوری آذربایجان هر روز از جمعیت آنان کاسته می‌شود. ابو الحسن علی بن الحسین بن علی المسعودی، تاریخدان عراقی، در سال‌های میان ۸۹۶ تا ۹۵۶ پس از میلاد مسیح؛ پیش از حملهٔ ترک و مغول به ایران؛ حضور پارسیان و پارسی‌زبانان را در منطقه گواهی می‌دهد. وی می‌گوید:
مرزهای پارسیان عبارتند از کوه‌های ماد و آذربایجان تا ارمنستان، اران، بیلقان، دربند و ری و تبرستان، مسقط و شابران، جرجان و ابرشهر که نیشابور است و هرات و مرو و دیگر سرزمین‌ها در خراسان و سجستان، کرمان، فارس و اهواز … همهٔ این سرزمین‌ها روزی یک پادشاهی بود با یک فرمانروا و یک زبان … اگرچه گویش‌های متفاوتی در آن زبان وجود داشت؛ ولی، این گویش‌ها در واقع یک زبان است، به صورتی که حرف‌های آن‌ها به یک صورت نوشته می‌شود و به یک صورت در ترکیب به کار برده می‌شود. بدین ترتیب، گویش‌های مختلفی است که عبارتند از: پهلوی، دری، آذری و دیگر زبان‌های پارسی
ولی روند تسلط زبان فارسی در قفقاز در سده‌های بعد به نفع مردمان پسین آسیای میانه یعنی ترکان تغییر کرد؛ به‌طوری که زبان مسلط در جمهوری آذربایجان و آذربایجان ایران، زبان ترکی آذربایجانی است.

### پس از حملهٔ مغول و ترک
پس از سدهٔ ۱۴، تیره‌های اغوز با رهبری دودمان سلجوقی رخنه به ناحیه را آغازیدند و ترکی به‌طور تدریجی شروع به جایگزینی زبانی کرد و در گذر روزگار با تأثیرپزیری از زبان رایج باشندگان آن دیار (آذری) ترکی آذری شکل گرفت. ظاهراً در این دوره نام بیرونی «تات» و «تاتی» به گویش‌های زبان فارسی در قفقاز جنوبی بستگی پیدا کرد. این نام از واژهٔ ترکی «تات» می‌آید که معرف کشاورزان ناکوچ‌رو (عموماً ایرانی) گردید.

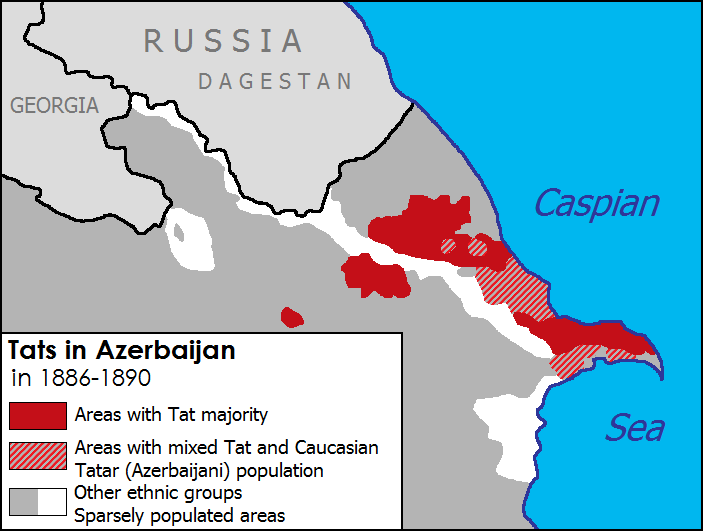
رنگ سرخ پخش تات‌ها در آران (که در امپراتوری روسیه فرمانداری باکو نامیده می‌شد) را میان سال‌های ۱۸۹۰–۱۸۸۶ میلادی نشان می‌دهد.

مغولها در دههٔ ۳۰ از سدهٔ ۱۲ میلادی قفقاز جنوبی را گشودند و دودمان ایلخانیان برپا شد. چیرگی مغولان تا دهه‌های ۶۰–۷۰ از سدهٔ ۱۴ به درازا کشید، ولی این موضوع جلوی پیشرفت فرهنگ را نگرفت و چامه‌سرایان و دانشمندان برجسته‌ای در طول سده‌های ۱۳ تا ۱۴ کار را دنبال کردند یا پدیدار شدند. در پایان سدهٔ ۱۴ میلادی قفقاز جنوبی مورد یورش تیمور لنگ قرار گرفت. پس از آن در سده‌های ۱۴ و ۱۵، دولت شروانشاهی توان درخوری بدست آورد و پیوندهای دیپلماتیک نیرومندی را استوار ساخت. این دولت در میانهٔ سدهٔ ۱۶ برداشته شد و نزدیک به همهٔ قفقاز جنوبی به ایران صفوی پیوست.
در میانهٔ سدهٔ ۱۸، روسیه برتری خود را در منطقه گسترانید و در هنگام جنگ‌های روسیه-ایران (۱۸۰۳–۱۸۲۸) بود که قفقاز جنوبی بخشی از امپراتوری روسیه گردید. از این زمان به بعد می‌توان از داده‌های موجود در مورد چندی و باشندگی تات‌ها، که به دست بلندپایگان روس گردآوری شده است، بهره گرفت. در زمان اشغال باکو توسط روس‌ها در آغاز سدهٔ ۱۹، سراسر جمعیت باکو (در حدود ۸٬۰۰۰ نفر) را تات‌ها تشکیل می‌دادند. این نخستین نتیجهٔ سرشماری باشندگان باکو از سوی مقامات تزاری است. بر طبق «سالنامهٔ قفقاز» در سال ۱۸۹۴ میلادی، ۱۲۴٬۶۹۳ نفر تات در قفقاز جنوبی زندگی می‌کردند. ولی زبان تاتی، به شوند گسترش تدریجی ترکی آذری رو به ضعف نهاد. پس از اینکه در زمان شوروی و در پایان دههٔ ۱۹۳۰ واژهٔ «آذربایجانی» به جای هویت جغرافیایی باشندگان آران جا انداخته شد، خودآگاهی تاتی دستخوش دگرگونی بزرگی گردید. به گونه‌ای که شمار زیادی از آن‌ها خود را آذربایجانی نامیدند، چنانچه در سال ۱۹۲۶، تنها ۲۸٬۴۴۳ نفر تات شمارش شدند و در ۱۹۸۹ تنها ۱۰٬۲۳۹ نفر خود را با نام «تات» شناساندند. در سال ۲۰۰۵ بدنبال بررسی انجام شده در شماری از روستاهای شهرستان‌های قبه، شابران، خیزی، سیاه‌زن، اسماعیللی و شماخی، پژوهشگران آمریکایی نشان دادند که ۱۵٬۵۵۳ تات در این مناطق زندگی می‌کنند.
برآیند موضوع اینکه، هیچ آگاهی روشنی در مورد تعداد راستین تاتی‌زبانان وجود ندارد، گرچه بی‌گمان نزدیک به چند هزار تاتی‌زبان بومی در روستاهای مناطق اشاره شده در بالا در جمهوری آذربایجان و همچنین چند روستا در جنوب داغستان زندگی می‌کنند.

## آمارهای رسمی جمهوری آذربایجان
دولت جمهوری آذربایجان در سال۱۹۹۹ میلادی، جمعیت تات‌های آذربایجان را ۱۰٬۹۲۲ نفر اعلام کرده است. اما تا سدهٔ بیستم تعداد تات‌زبان‌ها بسیار بیشتر بود. برای نمونه آمار ۱۸۸۶، شمار تات‌ها را صد و بیست هزار نفر ذکر کرده است. پس از حکومت شوروی، در سال ۱۹۲۶، تعداد تات‌ها به ۲۸٬۵۰۰ تقلیل یافت. بنابر نظر این منبع، تعداد تات‌ها به‌خاطر سیاست آسیمیله کاهش یافته است. در آمار سال ۱۹۷۹ شوروی نیز تعداد تات‌ها در کل جمهوری آذربایجان ۸٬۸۶۷ نفر عنوان شده است. عباس قلیخان باکیخانوف (سدهٔ نوزدهم) نیز به وجود شمار زیادی تات در «اطراف باکو» اشاره می‌کند او همچنین نام هشت روستای تات در داغستان را آورده است. در صفحهٔ ۱۸ کتاب مذکور آمده است: هشت قریه در طبرسران که جلقان و روکال و مقاطیر و کماخ و زیدیان و حمیدی و مطاعی و بیلحدی باشد، در حوالی شهری که انوشیروان در محل متصل به دربند تعمیر کرده بود و آثار آن هنوز معلوم است، زبان تات دارند. ایضاً”در صفحه ۱۹ کتاب یاد شده آمده است: محالات واقع در میان بلوکین‌شماخی و قدیال که حالا شهر قبه است، مثل حوض و لاهج و قشونلو در شیروان و برمک و شش پاره و پایین بدوق در قبه و تمام مملکت باکو سوای شش قریهٔ تراکمه، همین‌زبان تات را دارند… قسم قربی مملکت قبه سوای قریهٔ خنالق که ربانی علی‌حده دارد و ناحیهٔ سموریه و کوره دو محال طبرسران که دره و احمدلو می‌باشند به اصطلاحات‌منطقه، زبان مخصوص دارند و اهالی ترک‌زبان را مغول می‌نامند.

## خودشناسی تات‌ها
نام قومی «تاتی» از قرون وسطی برای فارسی زبانان قفقاز جنوبی مورد استفاده قرار گرفته است. پس از آن ایرانیان این منطقه، برای شناساندن قومیِ خود از آن بهره گرفتند. بیشتر جمعیت تات جمهوری آذربایجان (آران) و جنوب داغستان خود را «تات» یا «تاتی» می‌نامند. بااینحال امروزه، دیگر نامها را نیز برای شناسایی خود بکار می‌برند، نامهایی همچون «پارسی»، «داغلی» و «لاهیچ/لاهیج» (Lahıc/Lahij/Lagich/Lahich/Lahic)
- پارسی: واژهٔ «پارسی» توسط تاتهای شهرستان آب‌شوران، روستاهای بالاخانی و سوراخانی برای معرفی خود و زبانشان (زوهون پارسی) بکار می‌رود. این واژه به واژهٔ «پارسیک» در زبان پارسی میانه برمیگردد. قابل توجه است که همین کلمه معرف خود زبان فارسی میانه بوده است. مقایسه کنید با «Pārsīk ut Pahlavīk» که به معنی «پارسی و پارتی» است. در دورهٔ زبانهای نو ایرانی، همخوان «ک» می‌افتد و آن نام قومی که باید به «پارسی» تبدیل می‌شد، در ایران، به شکل عربی شده و از جنبه‌ای، ساختگیِ «فارس» درآمد. به گمان بسیار، نام قومی «پارس» پیش از جایگزینیِ نام ترکی «تات» توسط خود ایرانیان قفقاز جنوبی بکار می‌رفته است. درخور توجه است که برخی گروه‌های فارسی‌زبان درافغانستان همراه با پارسیان زرتشتی هند هنوز از «پارسی» برای معرفی خود استفاده می‌کنند.
- لاهیجان (لُهیجُن): شهروندان تاتی لاهیج در ناحیه اسماعیل‌لی نام خود را به نام روستایشان یعنی لاهیج می‌نامند. لاهیچ پر جمعیت‌ترین منطقهٔ روستایی تاتی با جمعیتی در حدود ۱۰ هزار است و تااندازه‌ای در منطقه‌ای سخت دسترس قرار دارد. این واقعیت جلو برخورد فراوان جمعیت بومی را با جهان بیرون گرفته و مایه‌ای برای نام خودی و فروبستهٔ «لُهوج» شده است.
- داغلی: تاتهای داغلی در ناحیه خیزی و بخشی دیگر از ناحیه‌های ده‌وچی (دِوِچی) و سیاه زن، واژهٔ دیگری از زبان ترکی یعنی «داغلی» (کوهی) را برای نامیدن خود بکار می‌برند. آشکارا این واژه خاستگاه پسین دارد و نخست توسط دشت‌نشینان ترک منطقه برای تاتهای باشنده در کوه‌ها بکار رفته بوده است. با گذشت زمان، در پی گسترش ترکی آذری، «داغلی» به فراوانی مورد استفاده قرار گرفته بوده و تاتهای خیزی کاربرد آن را برای خود آغازیده‌اند. هم‌اکنون تاتها تلاش می‌کنند به نام نخستین خود بازگشته و نام «پارسی» را همراه با «زبان پارسی»، در استاندهٔ ادبی خود بکار ببرند.

در ۱۴ دسامبر ۱۹۹۰، در هنگام نشست مدیران وزارت دادگستری جمهوری سوسیالیستی آذربایجان شوروی، انجمن فرهنگی و آموزشی «آذری» برای بررسی و پیشرفت زبان تاتی و تاریخ و قوم‌نگاری این مردم بنیاد گذاشته شد. کتاب الفبا و کتاب درسی زبان تاتی با قطعاتی از ادبیات و فرهنگ مردم نیز چاپ گردید.

## آبادی‌های تات‌زبان قفقاز
پراکنش تات‌های قفقاز در آبادی‌ها زیر بیشتر است: 
- داغستان
- دربند
- آبشوران
- باکو
- نارداران
- موشتاغی
- بوزونا
- امیرخان
- زیره
- خیله
- قُبه
- دوه‌چی
- اسماعیل‌لی
- خیزین
- قوناق کندی
- قوتگاشن
- کایتاکو
- مخاچ قلعه
- افروجه
- گنداب
- سیاه زن
- لاهیج

## فرهنگ
در درازای زمان، مهاجران بومی شدهٔ پارسی با دیگر تیره‌های پیرامون خود در قفقاز جنوبی برهم‌کنش انجام دادند، فرهنگ خود را سهیم شدند و همزمان برخی از عناصر فرهنگی دیگر قوم‌ها را فراستاندند. هنرهای چون فرشبافی، بافندگی دستی، ساخت فراورده‌های فلزی، منبت‌کاری و اندودکاری بسیار گسترش یافت. هنرهای تزیینی و مینیاتور هم خیلی معمول است. فرهنگ زبانی تات‌ها بسیار پرمایه است. انواع چامه‌های مردمی چون رباعی، غزل و «بیت» گسترش یافته است. با بررسی چامه‌های شعرای پارسی‌گوی سده‌های میانه در قفقاز جنوبی (چون خاقانی و نظامی گنجه‌ای) برخی از آرنگه‌ای شناساننده و ویژهٔ زبان تاتی آشکار می‌شود.
در پی همزیستی دیرباز تات‌ها و آذربایجانی‌های ترک، آرنگ‌های مشترک فراوانی در زمینه‌های کشاورزی، خانه‌داری، و فرهنگ پدید آمده است. فولکلور امروزی آذربایجانی ظاهراً از پایهٔ فرهنگ ایرانی بالیده است. پوشش سنتی بانوان تاتی دربرگیرندهٔ پیراهنی دراز، شلواری گشاد که در بیرون پوشیده می‌شود، لباس خطی باریک، لباس روییِ بدون دکمه، شال و جوراب ساقه بلند مراکشی است. پوشاک مردان شامل نیم‌تنهٔ چرکسی و کلاه پوستین بلند می‌باشد. شمار بزرگی از تات‌ها در کوه‌ها می‌زیند یا در بخش صنعت کار می‌کنند. همچنین گروه اجتماعی، فرهنگی و روشنفکر نیز پدید آمده است.

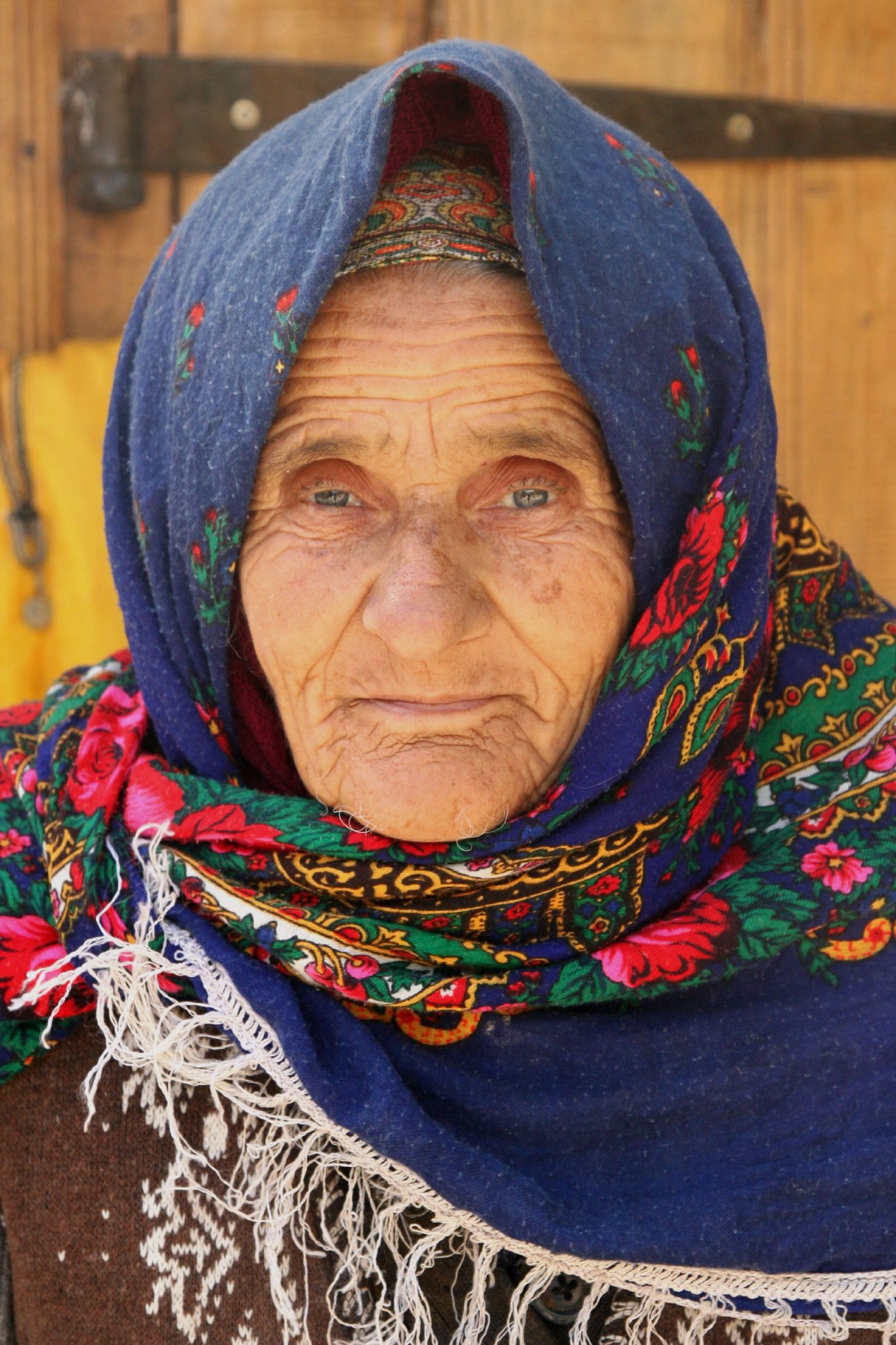
یک زن مسن تات در شهر لاهیج

### پیشه‌ها و معماری سنتی
کشاورزی: پیشهٔ سنتی تات‌ها، کشاورزی به روش شخم‌زنی، رویاندن سبزیجات، باغداری و پرورش گاو است. فرآورده‌های اصلی آن‌ها عبارت است از: جو، چاودار، گندم، گل آفتابگردان، ذرت، سیب زمینی و نخود فرنگی. تاکستان‌ها و باغ‌های میوهٔ پهناور فراوان است. گوسفند، ماده گاو، اسب، خر و گاو وحشی و جسته گریختهٔ شتر، به‌گونهٔ اهلی نگهداری می‌شود.
خانه‌های سنتی دارای دیوار نمای بیرونی رو به خیابان است. آن‌ها یک یا دو آشکوبه هستند و از بلوک‌های سنگ آهک یا تودهٔ سنگریزه‌های رودخانه‌ای ساخته می‌شوند. بام تخت است و برای دودکش و آتشگاه دارای بازشدگی می‌باشد. آشکوب بالا برای سکونت و سایر بخش‌های خانه چون آشپزخانه در طبقهٔ همکف قرار دارند. تورفتگی در یکی از دیوارهای اتاق نشیمن ویژهٔ گذاشتن پوشاک، رخت خواب و گاهی سفالینه است. اتاق‌ها با لامپ یا از راه بازشدگی سقف روشن می‌شوند. تختخواب‌های کوتاه، فرش‌ها و تشک‌ها، اثاث خانه را در برمی‌گیرد و از آتشگاه، آتشدان و تنور برای گرمایش استفاده می‌شود. دیواربست دارای باغچه است و یک ایوان، آبگذر سنگفرش، آبگیر کوچک، گودال پوشیده برای گاوها، ستورگاه و مرغدانی نیز وجود دارد.

### آیین‌ها
همچون سایر ایرانیان، تات‌ها زرتشتی بوده‌اند و پس از رفتن به زیر فرمان خلفای عربی، مسلمان شدند. امروزه تات‌ها بیشتر شیعه هستند و اقلیتی سنی‌مذهب هم وجود دارد. همچنین اقلیت یهودی قفقاز هنوز زبان رسمی بومیان قفقاز (یعنی فارسی که امروزه تاتی نامیده می‌شود) را میان خود نگاه داشته‌اند.
1. تات‌های مسلمان، اعم از سنی و شیعه که در آبشوران، خیزین، دوه‌چی و نواحی دیگر زندگی می‌کنند.
2. تات‌های کلیمی مذهب که خود را «داغ جوودی» یا «جوهوری» یعنی یهودی‌های کوهستانی می‌نامند و اکثراً در داغستان ساکن هستند.

۳. تات‌های مسیحی یا تات‌های ارمنستان که در روستاهای ماتراسه و بخش اسماعیل‌لی و روستای کیلوز و بخش دوه‌چی و ارتاشِن و قبه می‌زیند. طبق سرشماری سال ۱۹۲۶ عده تات‌های کوهستانی کلیمی، ۲۶ هزار تن بوده است.
گویش تات‌های کلیمی مذهب که یکی از زبان‌های ادبی داغستان است، بیش از گویش‌های تاتی مسلمانان، مورد مطالعه و بررسی قرار گرفته است. دربارهٔ زبان تات‌های مسلمان، تنها گویش تات‌های لاهیج ساکن بخش اسماعیل‌لی مورد بررسی قرار گرفته و از گویش‌های توده‌های اصلی تات‌های مسلمان از جمله در آبشوران و نواحی شمالی آن، آگاهی‌های اندک و جسته و گریخته‌ای وجود دارد؛ ولی گویش‌های این نواحی بیش از گویش لاهیج، اصیل به نظر می‌رسند.

## تات‌ها و دیگر اقوام
زبان تاتی به گونه گسترده در شرق قفقاز جنوبی استفاده می‌شده است. این موضوع با این روش اثبات شده است که تا سدهٔ ۲۰ میلادی حتی از سوی گروهای نامسلمانی چون یهودی‌های کوهنشین، بخشی از ارمنیان و اودیان نیز بکار می‌رفته است. این واقعیت مایهٔ این راستی‌انگاری شده است که یهودیان کوهیِ تاتی‌زبان و تاتی‌زبانان ارمنی (مسیحی) یک قوم هستند که دین‌های نایکسان دارند.

### تات‌ها و یهودی‌های قفقاز
یهودیان قفقاز از دید زبان و برخی دیگر شناسه‌ها از جامعهٔ فارسی‌زبانان هستند. برخی از این مردم در ایران، افغانستان و آسیای میانه (یهودیان بخارا) زندگی می‌کنند. یهودیان قفقاز در دیگر زبان‌ها گاهی «کوهی» نامیده می‌شوند. «کوهی» نامیده شدن یهودیان آسیای میانه، تنها در سدهٔ ۱۹، پس از اینکه همهٔ مردم قفقاز در دفترهای سازمانی روسیه نام «کوهی» گرفتند، صورت پذیرفت. یهودیان قفقاز خود را «یِودی Yeudi» (یهودی) یا «جوهوری Juhuri» می‌نامند. در سال ۱۸۸۸، آ.ش. آنیسیمف (A. Sh. Anisimov) در نوشته‌ای با نام «یهودیان قفقازی-کوه نشینان Caucasian Jews-Mountaineers» با نشان دادن نزدیکی زبان‌های یهودیان کوه‌نشین و پارسیان قفقازی (تات‌ها) به این پیامد رسید که این یهودیان به‌طور سرشتی از «خانوادهٔ ایرانیان تات» هستند که در ایران یهودیت را پذیرفته و سپس به قفقاز جنوبی کوچیده‌اند. باورهای آنیسیمف در دورهٔ شوروی پشتیبانی گردید: انگارهٔ منشأ تاتی یهودیهای کوهی در دههٔ ۳۰ میلادی نزج گرفت. با کوشش چند تن از اعضای این جامعه که به رژیم وابستگی داشتند، ایدهٔ ساختگی نایهودی بودن آن مردم و «یهودی شدن» آن‌ها به گونهٔ گسترده‌ای پخش شد و به‌علت فشار کارگزاران دولتی، بخشی از یهودیان، دفترینه کردن خود را تحت هویت و عنوان «تات» آغازیدند. در نتیجهٔ این وضعیت، «تات» و «یهودی کوهی» هم‌معنی گردیدند و در پژوهشهای ادبی، واژهٔ «تات» نه تنها ندانسته برای نام دوم، بلکه حتی برای نامگذاری اولِ یهودیان کوهنشین هم بکار رفت. در دورهٔ شوروی، این موضوع بستری را فراهم نمود تا همهٔ میراث و آفرینش‌های (ادبی، نمایشی و موسیقی) یهودیان کوهی به تات‌ها بربسته شود؛ در حالی که آن‌ها هیچ نقطهٔ مشترکی با آن میراث نداشتند. افزون بر این، مقایسهٔ شناسه‌های ظاهری بدنی تات‌ها و یهودیان کوهی همراه با داده‌های زبان‌شناسی، هیچ نشانه‌ای را از یگانگی قومی این دو تیره استوار نمی‌سازد.
ساختار دستور زبان گویش یهودی کوهی (جوهوری) کهن‌تر از خود زبان تاتی است. این باعث آشکار شدن یک گاف ارتباطی می‌شود. به‌طور کلی شناسهٔ تمام زبان‌های یهودی، داشتن پایه‌ای باستانی است: مثلاً در زبان سفاردی (زبان لادینو در اسپانیا)، در زبان اشکنازی (آلمانی ییدیش) و سایرین. درعین اینکه این زبان‌ها در گروه زبان‌هایی که جز عبری قرار دارند، می‌باشند، ولی پر از واژه‌های عبری باستان هستند؛ یعنی با چرخش به سمت زبان فارسی، یهودیان، سطحی از واژه‌های زبان آرامی و عبری باستان را در گویش خود نگاه داشته‌اند. این موضوع واژه‌هایی را که پیوندی با آیین یهودیت نیز ندارد، دربرمیگیرد. (zoft «ازدو»، nokumi «رشک»، ghuf «بدن»، keton «کتان» و جز آن) برخی واژگان مرکب در زبان جوهوری ساختار گونه‌وار زبان باستان عبری را داراست. زیست-مردم‌شناسی پارسیان قفقاز (تات‌ها) و یهودیان کوهی هیچ همانندی گونه‌واری ندارد، بلکه کمابیش دربرابر هم هستند.
در سال ۱۹۱۳ میلادی، انسان‌شناس ک.م. کوردف (K.M. Kurdov) سنجش‌هایی را بر روی گروه بزرگی از جمعیت تات‌های لاهیج انجام داد و ناهمسانی بنیادی (میانگین شاخص جمجمه برابر با ۷۹/۲۱) را در گونهٔ زیست-مردم شناختی آن‌ها در مقایسه با یهودیان کوهی آشکار کرد. اندازه‌گیری‌های دیگری نیز توسط سایر پژوهشگران انجام شده است. میانگین شاخص جمجمه در تات‌های جمهوری آذربایجان از ۷۷/۱۳ تا ۷۹/۲۱ و برای یهودیان داغستان از ۸۶/۱ تا ۸۷/۴۳ تغییر می‌کند. اندازه‌گیری‌های دیگر نیز نشان داده است که در تاتها میانه‌سری و بلندسری، ولی در یهودیان منطقهٔ کوتاه‌سری/پهن‌سریِ بالا، گونه‌وار است و بنابراین هیچ بوده‌ای دال بر پیوند این دو تیره وجود ندارد. افزون بر آن، شناسه اثر و برآمدگی‌های انگشتان در مورد برجستگی‌های کف دست و پا نیز انگارهٔ همانندی قومی تات‌ها و یهودیان کوهی را برنمی‌تابد.
پیداست که گویشوران یهودی و زبان تاتی نمایندگان دو تیرهٔ متفاوت هستند که هر یک؛ دین، آگاهی قومی، خود شناسانندگی، روش زندگی و ارزشهای تنی و روانی خویش را دارند.

### تات‌ها و ارمنیان
برخی از مآخذ و نوشته‌های سده‌های ۱۸–۲۰ میلادی شماری از تات‌زبانان روستایی قفقاز جنوبی را به نام‌های «تات ارمنی»، «تات‌های مسیحی» و «تات‌های گرجی» معرفی می‌کنند. نویسندگان در این نوشته‌ها انگاره‌ای را پیش کشیده‌اند که بخشی از پارسیان در شرق قفقاز جنوبی به دین کلیسای ارتودکس ارمنی درآمده‌اند؛ ولی آن‌ها این واقعیت را نادیده گرفته‌اند که آن شهروندان در واقع خود را ارمنی می‌دانسته‌اند. انگارهٔ ایرانی بودن ارمنیان تات‌زبان را به چند علت نمی‌توان قابل اطمینان و استوار دانست. در وضعیت سیاسی باشا در زمان ساسانیان و بعد در دودمان‌های مسلمان در قفقاز جنوبی، مسیحیت رجحان نداشته است. در زمان ساسانیان، آیین زرتشتی و پس از آن، اسلام چیره بوده است. در چنین پَراستایی، جمعیت پارسی نباید هیچ محرک قوی‌ای در چرخش به مسیحیت و ضعیف کردن وضعیت اجتماعی بالای خود می‌دیدند. اگر تاتی‌زبانان ارمنی از پارسیان ریشه گرفته بودند، دست‌کم باید واژه‌هایی ایرانی مرتبط با آیین‌ها و شیوهٔ زندگی مسیحی برای خود می‌داشتند؛ ولی با اینکه آن‌ها خود، این زبان را "Parseren" (پارسی) می‌نامند، چنین واژگانی در زبان آن‌ها وجود ندارد. همهٔ واژه‌های هم‌پیوند با مسیحیت در زبان آن‌ها ارمنی است: terter (بجای کشیش)، zam (کلیسا)، knunk‘ (غسل تعمید)، zatik (بجای واژهٔ اصالتاً پارسی "fesh"), pas (بجای روزه) و جز آن. نشانه‌های آشکاری از پایه‌های واج‌شناسی، واژگانی، دستوری و گرته‌برداری از ارمنی در زبان ارمنیان تات‌زبان وجود دارد. همچنین هم‌خوان‌های سایشی ارمنی («ծ»، «ց»، «ձ»)، در واژه‌های آن‌ها، که ریشهٔ ایرانی دارد، نیز دیده می‌شود، درحالی‌که این هم‌خوان‌ها در زبان تاتی وجود ندارد. این موضوع را تنها می‌توان با وجود پایه‌ای ارمنی روشن نمود. علی‌رغم این واقعیت که آن‌ها زبان خود را از دست داده‌اند ولی «کیستی قومی» خود را نگه داشته‌اند که نمود برجستهٔ آن در دوگانگی «ما» ("Hay") در رویارویی با «ما و آن‌ها» (خطاب به مسلمانان (تاجیک‌ها)، تات‌ها و آذری‌ها)؛ همراه با انگاشت خود به عنوان بخش رنجدیدهٔ جامعه و ملتی با سرنوشتی جانگداز، دیده می‌شود.
روی هم رفته، با نگرش به همهٔ واقعیت‌های اشاره شده می‌توان گفت که «تات‌های ارمنی» همیشه و هم‌اکنون ارمنی بوده و هستند که توان نگهداری دین مسیحی خود را داشته‌اند ولی زبانشان به‌ناچار به تاتی دگر شده است؛ که این با توجه به جایگاه چیرهٔ این زبان و هم با در نگر داشتن این واقعیت است که در طی سده‌ها ایشان از کانون فرهنگ ارمنی جدا مانده‌اند.

### تات‌ها و مردم تاتی شمال-باختری ایران
از آغاز سده‌های میانی نام «تاتی»، افزون بر قفقاز، در شمال-باختری ایران و در طول این دوره بر همهٔ زبان‌های ایرانی به جز فارسی و کردی گذاشته شد. هم‌اکنون نام ایرانی «تاتی» افزون بر «زبان تاتی قفقاز» که نزدیک به زبان فارسی است، برای گروه ویژهٔ دیگری از گویش‌های شمال باختری ایرانی با نام یکسان زبان تاتی هم بکار می‌رود. این زبان شامل تعداد زیادی گویش یا لهجه است که برای نمونه می‌توان از گویش‌های چالی، کیلیتی، دانسفهانی، خیارجی، خوزنینی، اسفرورینی، تاکستانی، سگزآبادی، ابراهیم‌آبادی، اشتهاردی، خوئینی، کجالی، شاهرودی، هرزنی نام برد. این گروه زبانی هم در جنوب خاوری و هم جنوب‌باختری آذربایجان ایران، استان زنجان و در رامند و پیرامون شهر قزوین و سایر مناطق ایران و نخجوان رایج بوده یا است. این گویش‌ها با زبان تالشی پیوند دارند و آن‌ها را از تبار زبان آذری قدیم می‌دانند. کاربرد یک نام برای این دو زبانِ جدای ایرانی باعث این پندار بیهوده در برخی منابع شده که تات‌های قفقاز در ایران نیز زندگی می‌کنند. این منابع دچار تعدادی برآمد اشتباه در نسبت دادن تات‌های قفقاز به تات‌های ایران شده‌اند.